# 鄭瑛 (景泰進士)
鄭瑛（1422年6月11日—15世紀），字邦潤，南直隸應天府六合縣人，軍籍，明朝政治人物。

## 生平
鄭瑛曾祖鄭文淵，祖父鄭思敬，父親鄭惟鈞，母親汪氏，永樂十三年進士鄭猷則是其叔父，早年出身國子監監生，以《書經》中正統十二年（1447年）順天府鄉試第四十九名舉人，景泰五年（1454年）會試中式第一百一十九名，成二甲第一百零一名進士，獲授刑部主事，執法嚴謹，號稱「鄭關門」，因為忤逆權貴被罷官。

## 引用
1. 1 2  光緒《六合縣志·卷五·人物志》：鄭瑛，字邦潤，檢討猷從子，景泰甲申【甲戌】進士。授刑部主事，能執法，京師號曰「鄭關門」，以事忤權門落職。
2. ↑  《天一阁藏明代科举录选刊·登科录》（《景泰五年进士登科录》）
3. ↑  光緒《六合縣志·卷六·選舉表》：文科……鄭瑛 景泰甲戌進士…… 鄭瑛 猷從子，（正統）丁卯科（舉人）